# Rienat Mamaszew
Rienat Abdułraszytowicz Mamaszew (ros. Ренат Абдулрашитович Мамашев; ur. 31 marca 1983 w Moskwie) – rosyjski hokeista, działacz hokejowy.

## Kariera
- Krylja Sowietow 2 Moskwa (1999-2000)
- Moose Jaw Warriors (2000-2001)
- CSKA 2 Moskwa, CSKA Moskwa (2001-2002)
- Krylja Sowietow Moskwa (2002-2006)
- Dinamo Moskwa (2006-2007)
- Torpedo Niżny Nowogród (2007-2009)
- Nieftiechimik Niżniekamsk (2009-2011)
- Mietałłurg Magnitogorsk (2011)
- Nieftiechimik Niżniekamsk (2011-2013)
- Traktor Czelabińsk (2013)
- Czełmiet Czelabińsk (2013)
- Nieftiechimik Niżniekamsk (2013-2014)
- Sibir Nowosybirsk (2014-2015)
- HK Soczi (2015-2017)
- Torpedo Niżny Nowogród (2017)
- Admirał Władywostok (2017-2018)

Wychowanek CSKA Moskwa. W listopadzie 2009 został po raz pierwszy zawodnikiem Nieftiechimika Niżniekamsk. Następnie od maja do grudnia 2011 gracz Mietałłurga Magnitogorsk. Od 5 grudnia 2011 ponownie związany z Nieftichimikiem. Od lipca 2013 zawodnik Traktora Czelabińsk związany rocznym kontraktem. Po rozegraniu czterech meczów w sezonie KHL (2013/2014) z zerowym dorobkiem punktowym został przekazany do zespołu farmerskiego, Czełmet Czelabińsk, a po dwóch meczów w jego barwach rozwiązano z nim kontrakt. Tuż po tym zawodnik powrócił do Niżniekamska i 9 października podpisał nowy kontrakt z Nieftiechimikiem, który został rozwiązany na koniec lutego 2014. Od połowy września 2014 odbywał testy w New Jersey Devils, po czym pod koniec miesiąca został przekazany do klubu farmerskiego Albany Devils, skąd w październiku 2014 został zwolniony. Od 21 października 2014 zawodnik Sibiru. Od maja 2015 zawodnik HK Soczi. Od maja 2017 ponownie zawodnik Torpedo. Od listopada 2017 zawodnik Admirała Władywostok. Latem 2018 ogłosił zakończenie kariery.
1 lipca 2021 został ogłoszony sportowym dyrektorem w klubie HK Soczi.

## Sukcesy
Reprezentacyjne
- Złoty medal World Hockey Challenge do lat 17: 2000

Klubowe
- Awans do Superligi: 2002 z CSKA Moskwa, 2006 z Krylją Sowietow Moskwa
- Mistrzostwo Dywizji Czernyszowa w KHL: 2015 z Sibirem Nowosybirsk[17]

Indywidualne
- KHL (2009/2010):
  - Piąte miejsce w klasyfikacji asystentów wśród obrońców w fazie play-off: 6 asyst
- KHL (2012/2013):
  - Mecz Gwiazd KHL[18]
  - Czwarte miejsce w klasyfikacji asystentów w sezonie zasadniczym: 32 asysty
  - Pierwsze miejsce w klasyfikacji asystentów wśród obrońców w sezonie zasadniczym: 32 asysty
  - Pierwsze miejsce w punktacji kanadyjskiej wśród obrońców w sezonie zasadniczym: 42 punkty